# Kostolec
Kostolec es un municipio del distrito de Považská Bystrica en la región de Trenčín, Eslovaquia, con una población estimada a final del año 2024 de 272 habitantes.
Se encuentra ubicado al norte de la región, cerca del río Váh (cuenca hidrográfica del Danubio) y de la frontera con República Checa y con la región de Žilina.

## Demografía
| Año        | 1994 | 2004    | 2014     | 2024     |
| ---------- | ---- | ------- | -------- | -------- |
| Población  | 235  | 256     | 228      | 272      |
| Diferencia |      | +8,93 % | −10,93 % | +19,29 % |

| Año        | 2023 | 2024    |
| ---------- | ---- | ------- |
| Población  | 273  | 272     |
| Diferencia |      | −0,36 % |